# Eclipse Records
Eclipse Records es una discográfica de bandas de género Indie. El actual presidente es Chris Poland, guitarrista de Megadeth. Eclipse Records fue fundada en el año 1997 por Chris Poland, ha editado solo unos pocos álbumes y su presidente, Chris Poland, dijo que no importa cuantos álbumes se realicen sino que cada álbum debe ser un éxito. En el 2006 Eclipse abrió su propio sitio en Interred y su  sitio en myspace.

## Artistas

### Actuales
- Alev
- Disarray
- Five Foot Thick
- Megaherz
- Run for Cover
- Scum of the Earth, banda formada por el guitarrista original de Rob Zombie "Riggs".

### Pasados
- Bobaflex
- Cipher
- Dirt Church
- Mushroomhead